# Placówka Straży Granicznej I linii „Brusiek”
Placówka Straży Granicznej I linii „Brusiek” – jednostka organizacyjna Straży Granicznej pełniąca służbę ochronną na granicy polsko-niemieckiej w okresie międzywojennym.

## Geneza
Na wniosek Ministerstwa Skarbu, uchwałą z 10 marca 1920 roku, powołano do życia Straż Celną. Od połowy 1921 roku jednostki Straży Celnej rozpoczęły przejmowanie odcinków granicy od pododdziałów Batalionów Celnych. Objęcie granicy na Śląsku przez Straż Celną nastąpiło 16 czerwca 1922 roku. W Kaletach utworzony został komisariat straży celnej. Proces tworzenia Straży Celnej trwał do końca 1922 roku. Placówka Straży Celnej „Brusiek” weszła w podporządkowanie komisariatu Straży Celnej „Kalety” z Inspektoratu SC „Tarnowskie Góry”.

## Formowanie i zmiany organizacyjne
Rozporządzeniem Prezydenta Rzeczypospolitej Polskiej Ignacego Mościckiego z 22 marca 1928 roku, do ochrony północnej, zachodniej i południowej granicy państwa, a w szczególności do ich ochrony celnej, powoływano z dniem 2 kwietnia 1928 roku  Straż Graniczną.
Rozkazem nr 4 z 30 kwietnia 1928 roku w sprawie organizacji Śląskiego Inspektoratu Okręgowego dowódca Straży Granicznej gen. bryg. Stefan Pasławski określił strukturę organizacyjną komisariatu SG „Lubliniec”. Placówka Straży Granicznej I linii „Brusiek” znalazła się w jego strukturze.
W rozkazie nr 10 z 5 listopada 1929 roku w sprawie reorganizacji Śląskiego Inspektoratu Okręgowego komendant Straży Granicznej płk Jan Jur-Gorzechowski, określił numer i strukturę  komisariatowi Straży Granicznej „Kalety”. Placówka Straży Granicznej I linii „Brusiek” weszła w jego skład.

## Służba graniczna
Sąsiednie placówki:
- placówka Straży Granicznej I linii „Kokotek” ⇔ placówka Straży Granicznej I linii „Mikołeska” − 1928

## Kierownicy/dowódcy placówki
| stopień    | imię i nazwisko | okres pełnienia służby    | kolejne stanowisko               |
| ---------- | --------------- | ------------------------- | -------------------------------- |
| przodownik | Antoni Podufały | był VI 1929 – 1 VII 1931  | do komisariatu „Tarnowskie Góry” |
| przodownik | Michał Świtała  | 3 VII 1931 – był VII 1935 |                                  |